# Acfred II de Carcassonne
Pour les articles homonymes, voir Acfred.
Acfred de Carcassonne  est comte de  Carcassonne de 908 à 933.

## Biographie
Fils de Olibia II de Carcassonne, il succède à son frère Bencio de Carcassonne. 
Il fait un legs important à l'abbaye bénédictine Saint-Jean-Baptiste de Montolieu fondée vers 800, constitué de terres proches de l’abbaye (Brousses, Lauzertac, Moussoulens, Ressabits). 
Selon une hypothèse généalogique, il aurait épousé une dénommée Arsinde, dont il aurait eu Arsinde de Carcassonne, qui épouse Arnaud Ier de Carcassonne[réf. nécessaire]. Les liens entre d'une part, Acfred de Carcassonne et d'autre part, Arnaud et Arsinde de Carcassonne, ne sont cependant pas prouvés.